# Royal New Zealand Yacht Squadron
Die Royal New Zealand Yacht Squadron (RNZYS) (deutsch Königliches Neuseeländisches Yacht Geschwader) ist ein neuseeländischer Yachtclub, einer der ältesten Yachtclubs der Welt, gegründet 1871 und mit Sitz in Auckland.
International bekannt wurde die RNZYS durch ihre Erfolge beim America’s Cup mit dem Team New Zealand bzw. nach dem derzeitigen Hauptsponsor seit 2006 Emirates Team New Zealand genannt. 1987 nahm der Club mit der ersten 12-m-Fiberglasyacht am Cup-Rennen in Fremantle, Australien, teil (KZ7, New Zealand unter Chris Dickson). Er gewann in diesem Jahr bereits den Admiral’s Cup mit Propaganda, unter Billy Butterworth. 1995 brachte das Team dann die Kanne ohne Boden (AC) auf die Heimatinsel und konnte sie 2000 als erste nicht-amerikanische Mannschaft einmal verteidigen. Teilnahmen am AC: 1987, 1988, 1992, 1995, 2000, 2003, 2007 (zweiter Platz). Nach einem sportlichen und technischen Auseinanderbrechen des Boots in der Kampagne 2002/2003 gelang ein Neuaufbau des Teams. In den mehrjährigen Ausscheidungsrennen des Louis Vuitton Cups qualifizierte sich das Team des Clubs als Herausforderer für 2007.
Für den Sport und damit für viele Clubmitglieder heute hat ein Kleinsegelboot große Bedeutung, das P-class-Dinghy, das es so nur in diesem Land gibt. Es wurde 1920 erstmals in Whangārei von Harry Highet gebaut, damit Kinder sicher üben können.

## Club
Sein Präsident ist Ian Cook (NZL), Teamchef Grant Dalton (NZL), Steuermänner Dean Barker (NZL) und Ben Ainslie (GBR), die Afterguard bilden Terry Hutchinson (USA, Taktiker), Ray Davies (NZL, Stratege), Adam Beashel (AUS, Stratege)

## Boote
- NZL 81
- NZL 82
- NZL 84 (Baujahr 2005)
- NZL 92 (Baujahr 2006)

Für das Yacht-Design der beiden letzten Boote waren Andy Claughton (GBR), Marcelino Botin (ESP) und Clay Oliver (USA) verantwortlich.

## Geschichte
1871 wurde der Auckland Yacht Club gegründet. 1887 vereinigte er sich mit dem Hauraki-Club und änderte 1901 die Bezeichnung zum heutigen Namen. 1902 erhielt er vom britischen Monarchen die Befugnis, sich „Königlicher Club“ zu nennen. Sein königlicher Schirmherr war Philip Mountbatten, Duke of Edinburgh. Seit 1987 gibt es das Offshore-Rennteam (quasi als unternehmerische Abteilung), das die Teilnahme am America’s Cup und Hochseeregatten organisiert.